# Nazionale maschile under 21 di calcio della Polonia
La nazionale di calcio polacca Under-21 è la rappresentativa calcistica Under-21 della Polonia ed è posta sotto l'egida della Polski Związek Piłki Nożne. La squadra partecipa al campionato europeo di categoria che si tiene ogni due anni.

## Partecipazioni ai tornei internazionali

### Europei Under-21
- 1978: Non qualificata
- 1980: Non qualificata
- 1982: Quarti di finale
- 1984: Quarti di finale
- 1986: Quarti di finale
- 1988: Non qualificata
- 1990: Non qualificata
- 1992: Quarti di finale
- 1994: Quarti di finale
- 1996: Non qualificata
- 1998: Non qualificata
- 2000: Non qualificata
- 2002: Non qualificata
- 2004: Non qualificata
- 2006: Non qualificata
- 2007: Non qualificata
- 2009: Non qualificata
- 2011: Non qualificata
- 2013: Non qualificata
- 2015: Non qualificata
- 2017: Primo turno
- 2019: Primo turno
- 2021: Non qualificata
- 2023: Non qualificata
- 2025: Primo turno

## Rose

### Europei
Campionato d'Europa Under-21 UEFA 20171 Drągowski, 2 Jaroszyński, 3 Bielik, 4 Kędziora, 5 Łasicki, 6 Bednarek, 7 Linetty, 8 Murawski, 9 Stępiński, 10 Lipski, 11 Frankowski, 12 Wrąbel, 13 Moneta, 14 Kownacki, 15 Jach, 16 Piątek, 17 Dawidowicz, 18 Niezgoda, 19 Kapustka, 20 Kubicki, 21 Buksa, 22 Stryjek, 23 Szymiński, CT: Dorna
Campionato d'Europa Under-21 UEFA 20191 Grabara, 2 Płacheta, 3 Pestka, 4 Wieteska, 5 Bochniewicz, 6 Bielik, 7 Żurkowski, 8 Piotrowski, 9 Kownacki, 10 Szymański, 11 Świderski, 12 Lis, 13 Wdowiak, 14 Buksa, 15 Jończy, 16 Dziczek, 17 Jóźwiak, 18 Tomczyk, 19 Jagiełło, 20 Gumny, 21 Fila, 22 Loska, 23 Michalak, CT: Michniewicz
Campionato d'Europa Under-21 UEFA 20251 Tobiasz, 2 Mosór, 3 Peda, 4 Matysik, 5 Bejger, 6 Łęgowski, 7 Szmyt, 8 Kałuziński, 9 Szymczak, 10 Kozłowski, 11 Rakoczy, 12 Trelowski, 13 Luberecki, 14 Pyrka, 15 Gurgul, 16 Kozubal, 17 Fornalczyk, 18 Marczuk, 19 Kowalczyk, 20 Bogacz, 21 Pieńko, 22 Abramowicz, 23 Smolarczyk, CT: Majewski

## Rosa attuale
Lista dei 23 giocatori convocati per il Campionato europeo di calcio Under-21 del 2025 in Slovacchia.
Presenze e reti aggiornate al 5 giugno 2025.
| 1  | P | Kacper Tobiasz        | 4 novembre 2002 (22 anni)   | 14 | 0 | Legia Varsavia    |  |  |
| 12 | P | Kacper Trelowski      | 19 agosto 2003 (21 anni)    | 2  | 0 | Raków Częstochowa |  |  |
| 22 | P | Sławomir Abramowicz   | 9 giugno 2004 (21 anni)     | 1  | 0 | Jagiellonia       |  |  |
|    |   |                       |                             |    |   |                   |  |  |
| 2  | D | Ariel Mosór           | 19 febbraio 2003 (22 anni)  | 22 | 2 | Raków Częstochowa |  |  |
| 3  | D | Patryk Peda           | 16 aprile 2002 (23 anni)    | 18 | 0 | Juve Stabia       |  |  |
| 4  | D | Miłosz Matysik        | 26 aprile 2004 (21 anni)    | 10 | 1 | Arīs Limassol     |  |  |
| 5  | D | Łukasz Bejger         | 11 gennaio 2002 (23 anni)   | 17 | 2 | Celje             |  |  |
| 13 | D | Filip Luberecki       | 25 aprile 2005 (20 anni)    | 2  | 0 | Motor Lublino     |  |  |
| 14 | D | Arkadiusz Pyrka       | 20 settembre 2002 (22 anni) | 17 | 1 | Piast Gliwice     |  |  |
| 15 | D | Michał Gurgul         | 30 gennaio 2006 (19 anni)   | 0  | 0 | Lech Poznań       |  |  |
| 23 | D | Bartłomiej Smolarczyk | 2 luglio 2003 (21 anni)     | 4  | 0 | Korona Kielce     |  |  |
|    |   |                       |                             |    |   |                   |  |  |
| 6  | C | Mateusz Łęgowski      | 29 gennaio 2003 (22 anni)   | 19 | 0 | Yverdon           |  |  |
| 7  | C | Kajetan Szmyt         | 29 maggio 2002 (23 anni)    | 18 | 3 | Zagłębie Lubin    |  |  |
| 8  | C | Jakub Kałuziński      | 31 ottobre 2002 (22 anni)   | 18 | 4 | Antalyaspor       |  |  |
| 10 | C | Kacper Kozłowski      | 16 ottobre 2003 (21 anni)   | 16 | 3 | Gaziantep         |  |  |
| 11 | C | Michał Rakoczy        | 30 marzo 2002 (23 anni)     | 19 | 3 | Ankaragücü        |  |  |
| 16 | C | Antoni Kozubal        | 18 agosto 2004 (20 anni)    | 7  | 0 | Lech Poznań       |  |  |
| 17 | C | Mariusz Fornalczyk    | 15 gennaio 2003 (22 anni)   | 7  | 2 | Korona Kielce     |  |  |
| 19 | C | Mateusz Kowalczyk     | 16 aprile 2004 (21 anni)    | 2  | 0 | GKS Katowice      |  |  |
| 21 | C | Tomasz Pieńko         | 5 gennaio 2004 (21 anni)    | 14 | 3 | Zagłębie Lubin    |  |  |
|    |   |                       |                             |    |   |                   |  |  |
| 9  | A | Filip Szymczak        | 6 maggio 2002 (23 anni)     | 25 | 8 | GKS Katowice      |  |  |
| 18 | A | Dominik Marczuk       | 1º novembre 2003 (21 anni)  | 9  | 2 | Real Salt Lake    |  |  |
| 20 | A | Wiktor Bogacz         | 14 luglio 2004 (20 anni)    | 0  | 0 | N.Y. Red Bulls    |  |  |